# Stadsliknande samhällen i Brests voblast
Stadsliknande samhällen i Brests voblast i Republiken Vitryssland har kriterier för ortskategorierna bestämda i enlighet med Republiken Vitrysslands lag (den 5 maj 1998 № 154-Z) ”Om administrativa och territoriella uppdelningen och om ordningen för att lösa frågor om den administrativa och territoriella anordningen i Republiken Vitryssland”.
Stadsliknande samhällen är indelade i följande underkategorier:
- köpingar (гарадскія пасёлкі eller haradskija pasiolki (belarusiska); också förut мястэчкі eller miastečki (belarusiska)) – orter med folkmängd mera än 2 000 invånare som har industriella och kommunala företag, sociala och kulturella institutioner, handelsföretag, matserveringar, hushållstjänster;
- kurorter (курортныя пасёлкі eller kurortnyja pasiolki (belarusiska)) – orter med folkmängd på minst 2 000 invånare som har hälsohem, semesterhem, pensionat, övriga rekreationsinstitutioner, handelsföretag, matserveringar och hushållstjänster, kultur- och utbildningsinstitutioner;
- municipalsamhällen (рабочыя пасёлкі eller rabočyja pasiolki (belarusiska)) – orter med folkmängd på minst 500 invånare som är placerade vid industriella anläggningar, kraftverk, byggnadsarbeten, järnvägsstationer och övriga mål.

## Karta över stadsliknande samhällen i Brests voblast
Stadsliknande samhällen med folkmängd:
|  |  | – 5 000 och mera        |
|  |  | – från 2 000 till 4 999 |
|  |  | – 1 999 och mindre      |

Den gröna färgen indicerar stadsliknande samhällen med ökande folkmängd, och den röda med minskande folkmängd.

## Antal stadsliknande samhällen och folkmängd
Den 14 oktober 2009 (folkräkning) (och den 1 januari 2016) fanns det i Brests voblast 8 stadsliknande samhällen, däribland 7 köpingar och 1 municipalsamhälle:
| Folkmängd             | Antal | Antal i procent | Personer | Personer i procent |
| --------------------- | ----- | --------------- | -------- | ------------------ |
| 5 000 och mera        | 1     | 12,50 %         | 6 280    | 27,18 %            |
| från 2 000 till 4 999 | 4     | 50,00 %         | 11 942   | 51,69 %            |
| 1 999 och mindre      | 3     | 37,50 %         | 4 881    | 21,13 %            |
| Summa                 | 8     | 100,00 %        | 23 103   | 100,00 %           |

## Lista över stadsliknande samhällen i Brests voblast
Latinska namnen på listan är skrivna i enlighet med de officiella nationella och internationella translitterationsreglerna.

| Nr | Vapen | Namn (latinskt) | Namn (kyrilliskt) | Status            | Distrikt (rajon)    | Folkmängd (folkräkning, 2009) | Folkmängd (beräkning, 2016) | Förändring |
| -- | ----- | --------------- | ----------------- | ----------------- | ------------------- | ----------------------------- | --------------------------- | ---------- |
| 1  |       | Rečyca          | Рэчыца            | municipalsamhälle | Stolins distrikt    | 6 280                         | 6 096                       | −2,93 %    |
| 2  |       | Cieliachany     | Целяханы          | köping            | Ivacevičy distrikt  | 4 198                         | 3 959                       | −5,69 %    |
| 3  |       | Ružany          | Ружаны            | köping            | Pružany distrikt    | 3 153                         | 3 006                       | −4,66 %    |
| 4  |       | Haradzišča      | Гарадзішча        | köping            | Baranavičy distrikt | 2 219                         | 2 040                       | −8,07 %    |
| 5  |       | Lahišyn         | Лагішын           | köping            | Pinsks distrikt     | 2 372                         | 2 022                       | −14,76 %   |
| 6  |       | Šarašova        | Шарашова          | köping            | Pružany distrikt    | 1 889                         | 1 782                       | −5,66 %    |
| 7  |       | Antopaĺ         | Антопаль          | köping            | Drahičyns distrikt  | 1 687                         | 1 417                       | −16,00 %   |
| 8  |       | Damačava        | Дамачава          | köping            | Brests distrikt     | 1 305                         | 1 221                       | −6,44 %    |

## Bildgalleri

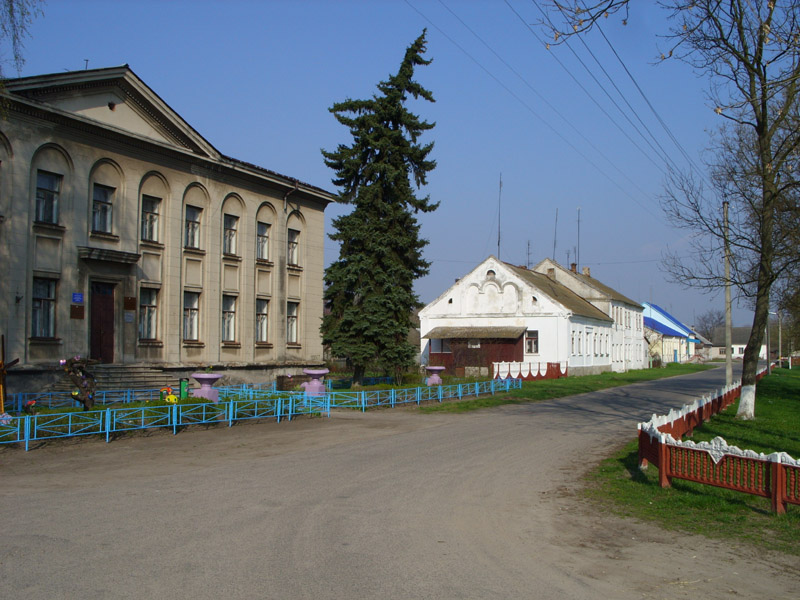
Antopaĺ
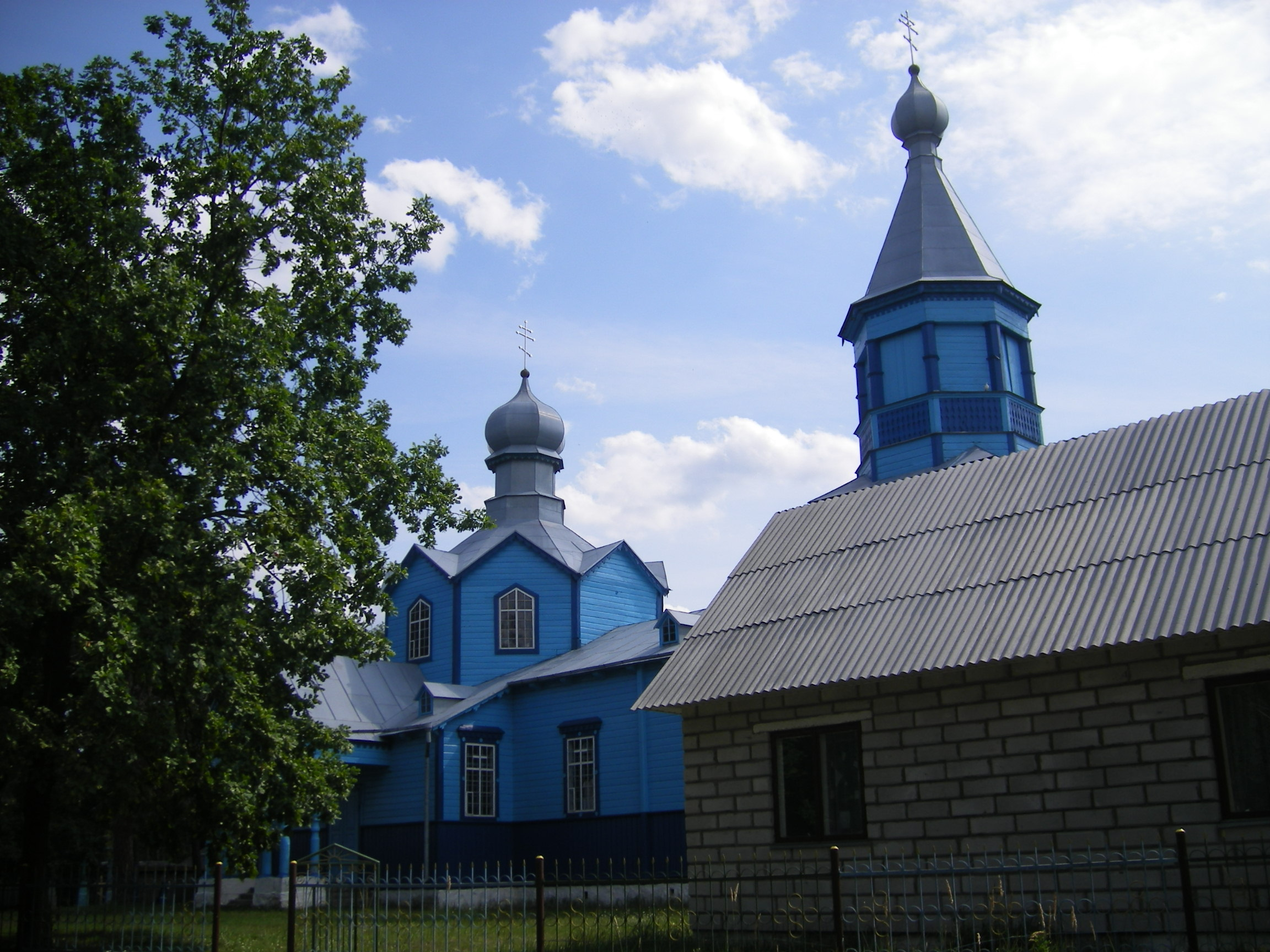
Damačava
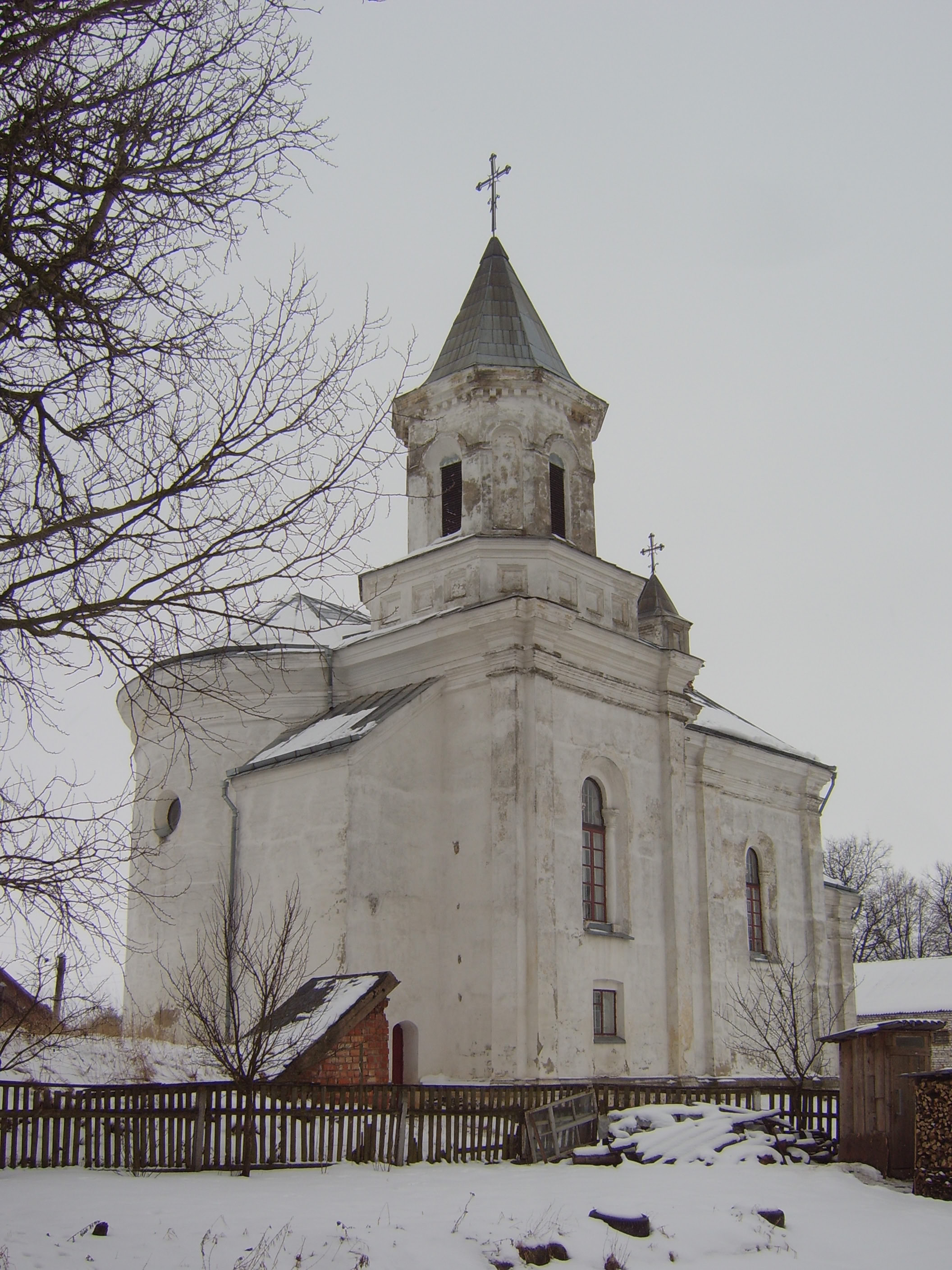
Haradzišča
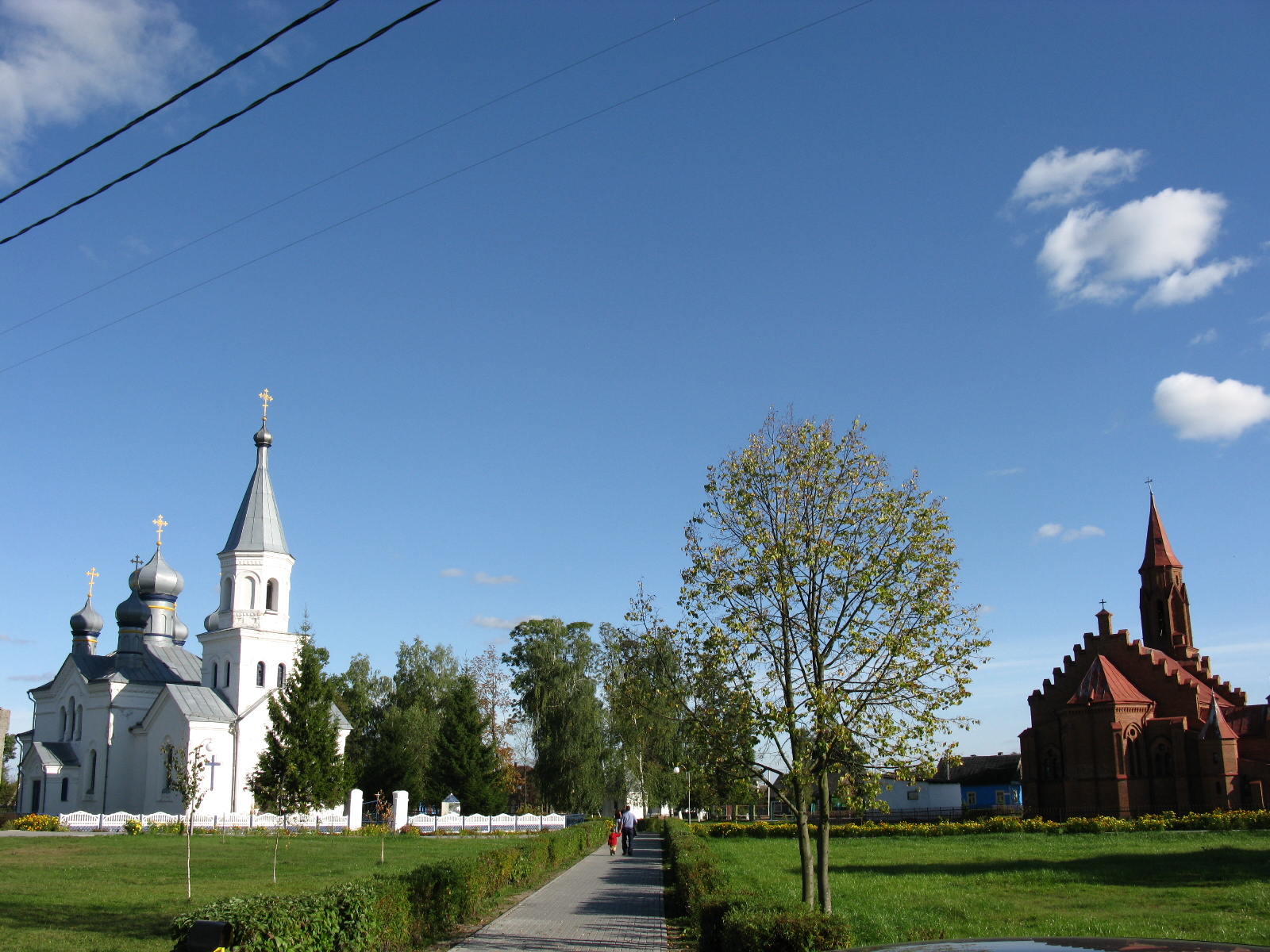
Lahišyn
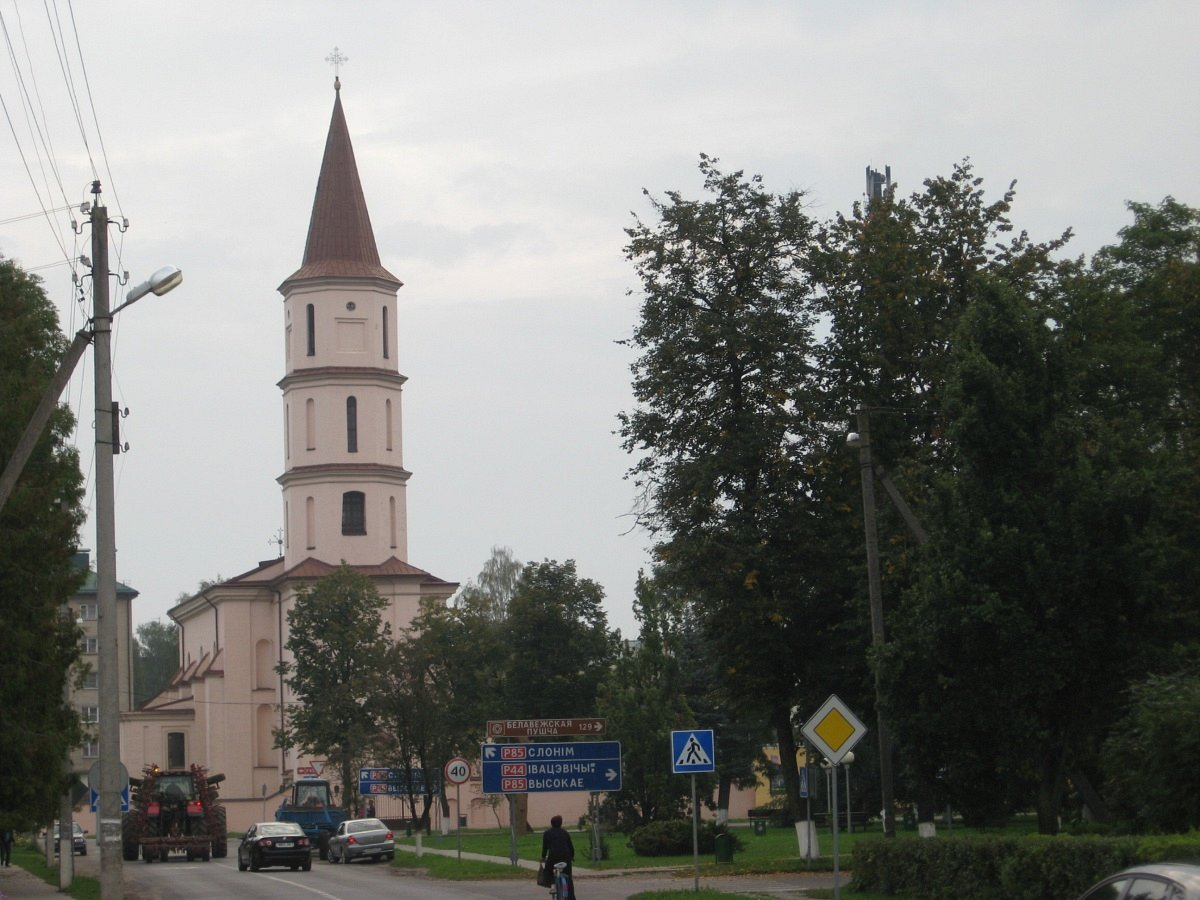
Ružany
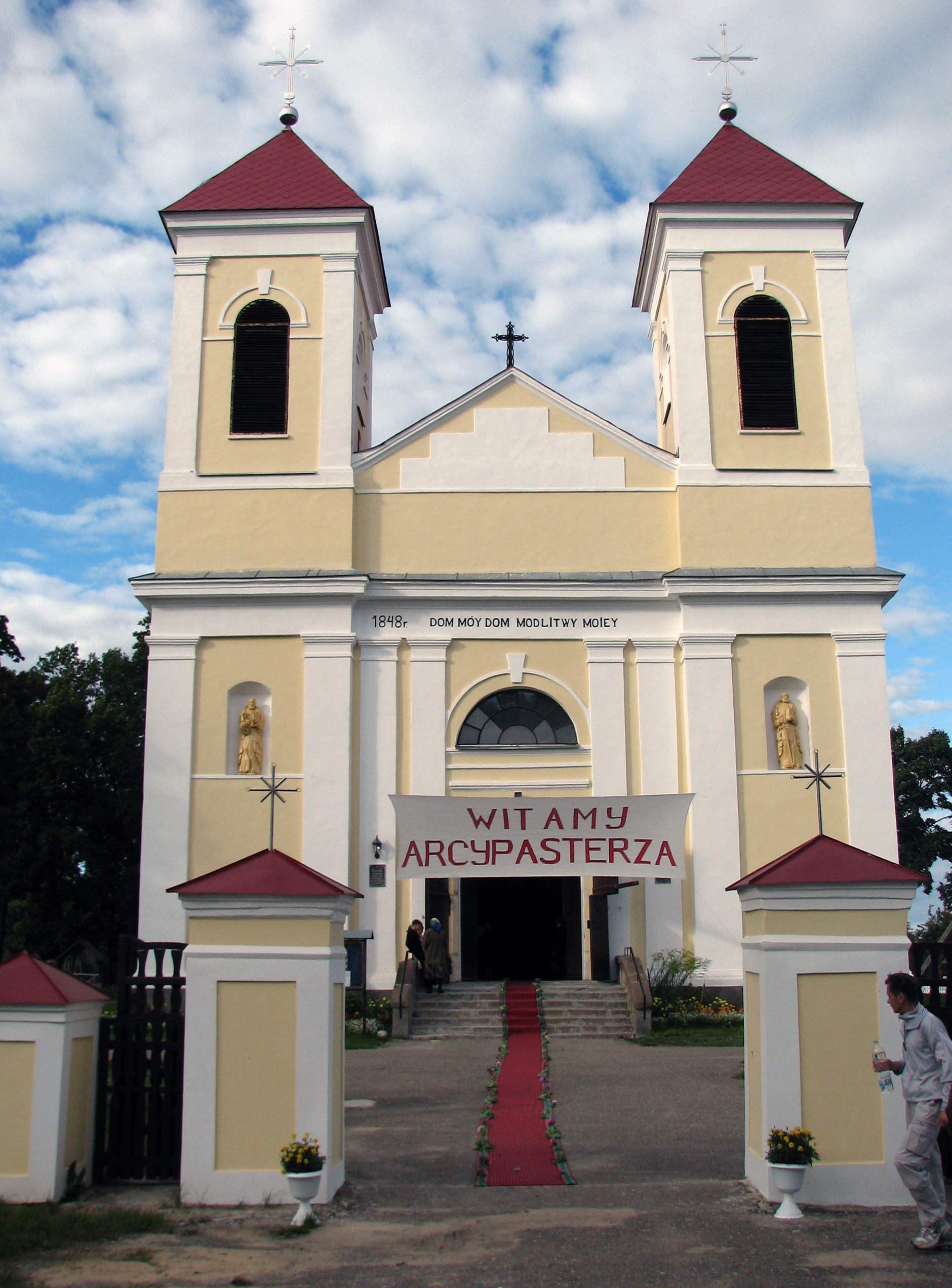
Šarašova